# 파이퍼 알파
파이퍼 알파(영어: Piper Alpha)는 옥시덴탈 페트롤리움에 의해 조업된 북해의 석유 플랫폼이다.
1976년에 석유 생산을 시작해 이후 천연가스를 생산하기 위해 한 차례 개조된 바 있다. 북해에서 석유, 천연가스 생산의 약 10%를 차지하고 있었지만, 1988년 7월 6일에 폭발 후 화재가 발생해 167명이 사망했다. 이것은 해상 유전에서 사상 최악의 사고다.

## 파이퍼 유전
1972년에 OPCAL 합작 모체가 된 4개의 회사가 북위 58도 28분, 동경 0도 15분에서 석유 탐사 허가를 취득하고 같은 해 혹은 다음 해에 파이퍼 유전을 발견했다. 플랫폼, 파이프라인, 육상 설비를 건설하고 1976년에 하루에 약 25만 배럴의 생산을 시작해 하루에 30만 배럴까지 생산량을 증가했다. 1980년에 천연가스 회수 설비가 설치됐다. 그러나 1988년에 생산량은 하루 12만 5천 배럴로 감소했다. OPCAL는 파이퍼, 쿠레모아, 타탄의 각 유전 플랫폼에서 석유를 처리하기 위해 오크니 제도의 후로타 석유 기지를 건설했다. 직경 30인치 (76.2cm)의 주요 석유 파이프 라인 1개가 파이퍼 알파에서 후로타까지 206km를 맺고 30km 정도 서쪽에 있는 쿠레모아에서 파이프 라인 중간에 연결했다. 타탄에서 석유 쿠레모아를 통해 후로타까지 주요 파이프 라인에 보내졌다. 게다가 파이퍼에서 타탄에 그리고 파이퍼에서 그 북서쪽 약 50km에 있는 압축기 플랫폼 MCP-01에 직경 46cm의 가스 파이프 라인이 2개가 설치 되었다.

## 구조
대형 고정 플랫폼인 파이퍼 알파는 애버딘의 북동쪽으로 약 193km에 위치한 수심 144m 해상에 위치한 방호벽으로 구획 된 4개의 모듈로 구성되어 있었다. 안전을 고려해 위험한 공정은 인력을 배치하는 위치에서 떨어져 이루어지게 모듈이 설계되었다. 그러나 천연가스 생산을 위해 개조 시 컨트롤 룸에 인접한 장소에 가스 압축기를 설치하는 등 안전 원칙이 무시를 한 것이 사고의 원인이 되었다. 파이퍼 알파는 3개의 파이프 라인을 통해 24개의 유정에서 생산되는 원유와 천연가스를 후로타 석유 기지에 보냈다. 플랫폼의 정원은 약 240명 이었다.

## 화재 사고
1988년 7월 6일의 화재 사고로 당시 플랫폼에 있던 229명 중 167명이 사망하고 62명이 생존 했으며 구조대원 2명이 추가로 사망했다.

## 사고의 경과
플랫폼에 응축수(천연가스에 포함된 탄화수소)를 보내기위한 펌프가 2개 설치되어 각각 A, B라고 했다. 같은 해 7월 6일, 펌프 A의 격주 점검이 계획되어 있었지만 작업은 시작하지 않았다. 그러나 펌프 A의 안전밸브를 제거하고 배관에 가설판의 뚜껑이 이루어지고 있었다. 당시 펌프 A는 사용이 불가능 했기 때문에 작업하지 않았다는 것을 담당 기술자는 서류에 기입했다. 일반적인 해상 플랫폼과 마찬가지로 파이퍼 알파는 자동 소화 설비를 가지고 있어 화재 시에 디젤 엔진 구동펌프가 자동으로 기동하고 화재의 바닷물을 끌어 올릴 수 있게 되어 있었다. 그러나 잠수부 펌프 근처에서 작업 당시 펌프는 한 자리의 수동 스위치에서 시작 하도록 되어 있었다. 다른 플랫폼에서 다이버가 펌프 근처에서 작업할 때만 흡입 사고를 방지하기 위해 수동 스위치로 전환할 수 있게 되어 있었다. 그러나 파이퍼 알파는 잠수부가 바다에 있을 때 작업 장소와 관계 없이 펌프를 수동 스위치로 전환 하도록 정해져 있었다. 7월 6일, 소화 설비는 수동으로 되어 있었다.
이하, 사고 경위를 시간 순으로 보여준다.
18:00 관리자가 시간이 없어서 기술자는 펌프 A의 상태를 직접 보고하지 않고 컨트롤 룸에 메모를 했다. 하지만 메모는 분실 했으며 당시 기록에서 펌프 A의 검사되지 않은 시작이다란 내용을 남겼다.
21:45 응축수 펌프 B가 갑자기 중지하고 재시작을 했으나 실패했다. 이것은 펌프의 결함으로 인해 발생한 가스 하이드레이트가 펌프를 위쪽에서 막혔다. 그로 인해 부동액의 주입하는 시스템도 고장했다.
21:52 응축수 펌프 A의 점검에 관한 서류가 발견되었다. 당시 안전 밸브를 분리했기 때문에 결코 시작하지 않았다고 적은 서류는 발견되지 않았다. 이는 펌프와 밸브는 떨어진 위치에 자리 장소별로 정리된 파일의 다른 위치에 들어가 있었기 때문이다. 중요한 부품이 제거된 것을 알고 있는 사람은 없었다. 책임자는 서류에서 펌프 A를 시작하고 있는 것으로 간주했다. 안전밸브 대신에 붙어 있던 뚜껑은 몇 미터 높이에 위치해 있었고 이 곳의 관계자들도 몰랐다.
9:57 펌프 A의 스위치를 당겼다. 펌프의 압력에 의해 밸브의 위치에 있던 뚜껑이 손상된다. 고압의 가스 소리를 내며 분출하기 시작해 해당 곧 가스는 인화 폭발했다. 폭발에 의해 2명이 그 자리에서 숨지고 방호벽이 파괴된다. 관리자는 비상정지 버튼을 눌러 바다 배관의 대형 밸브를 당겨 석유와 천연가스의 생산을 중단했다. 이론적으로 플랫폼은 석유와 가스로부터 차단되어 화재 전체에 퍼지지 않는 기능이다. 하지만 플랫폼은 원래 석유 생산을 위해 건설된 것으로, 방호벽은 가스 폭발에 견딜 수 있는 것이 불가능 했다. 화재가 번지게 되면서 방호벽을 넘어 연소 석유 배관이 손상했다.
10:04 컨트롤 룸이 파괴되고 휴게실에 있던 대부분의 인원이 사망했다. 재난이 발생하자 집합 하기로 되어 있던 보트로 가려고 했지만 화재로 인해 때문에 갈 수 없었다. 사람들은 대신 헬기장 아래로 모였다. 그러나 바람, 불, 연기로 인해 구조용 헬리콥터는 착륙하지 못했다. 대피 지시가 아니라 거주 구역에 구조가 시작되었다. 두 용감한 남자가 보호구를 붙여 갑판 아래에 있는 방화수 펌프에게 가서 소화 설비를 작업하라고 지시했다. 하지만 이 계획은 모두 실패하고 실종되었다. 다른 플랫폼에서 파이프 라인으로 보내진 원유 파이퍼 알파 배관 손상된 곳에서 분출되어 그대로 불이 번지기 시작했다. 크레모어 플랫폼은 2차 폭발까지 석유를 계속 보냈다. 당시 사측에서 중단을 허용하지 않았기 때문이다. 타탄 플랫폼도 상사의 지시에 따라 석유를 보내고 있었다. 이러한 판단을 한 것은 조업이 중지하면 재가동에 며칠이 소요되어 큰 경제적 손실이 볼 수 있었기 때문이다.
10:20 타탄에서 가스 파이프 라인이 파열되어 3톤의 가스가 분출 점화했다. 파이퍼 알파에서 거대한 화염이 피어오르기 시작했다.
22:30 대형 소방 플랫폼인 타로스가 파이퍼 알파로 번지게 됐다. 타로스에서 피난 통로를 30m 늘리고 갑판에 도달하려고 했지만 때는 이미 늦었다.
22:50 두 번째 가스 파이프 라인이 파열 불기운은 더욱 강해져 화염의 높이는 90m에 달한다. 타로스도 기계 및 철구조의 일부가 녹기 시작해 탈출할 수 없었다. 폭발 이후 쿠레모아 결국 석유 송출이 중단했다. 남겨진 사람들은 거주 지역에 머물렀고 밧줄을 타고 60m 아래에 북해로 탈출한다. 이후 붕괴된 거주 구역에서 81명의 시신이 발견되었다.
23:50 거주 구획을 포함하는 모듈이 바다에 붕괴되었고 이어 여러 라인도 붕괴했다.

## 사고의 영향
사고 후 조사에서 정보 전달의 미흡, 방호벽이 미흡한 가스 라인을 폐쇄하고 소화 펌프를 작동시키는 안전 시스템의 부족, 직원의 비상구가 많지 않았던 것이 지적되고 이후 가스전 플랫폼의 안전 기준이 크게 개선 되었다.

## 같이 보기
- 딥워터 허라이즌 폭발 사고